# Большая медицинская энциклопедия
Большая медицинская энциклопедия (БМЭ) — советское оригинальное научно-справочное издание для врачей и медицинских работников, а также для всех интересующихся, занимающихся практической, научной и педагогической деятельностью, выпущенное издательством «Советская энциклопедия».  В разные годы вышли три издания БМЭ: в 1928—1936, 1956—1964 и 1974—1989 годах.
В предисловии к первому тому первого издания написано: «БМЭ трактует важнейшие медико-биологические, клинические и медико-социальные проблемы с позиций марксистско-ленинской философии».

## Первое издание
Первое издание БМЭ в 35 томах (1928—1936) под редакцией Н. А. Семашко явилось первой завершённой отечественной медицинской энциклопедией.
Является не только научным справочником по большому кругу медицинских вопросов и смежных областей знаний, но и предоставляет читателям информацию, помогающую углубить, расширить и обновить медицинские познания. Издание рассчитано, в первую очередь, на врачей средней квалификации, а также на работников смежных с медициной областей — биологов, санитарных техников[уточнить] и инженеров, санитарных статистиков. В издании содержится большое количество цветных иллюстраций, размещённых на отдельных плотных листах, и тоновых иллюстраций, включённых в тексты статей.
Т. 1: А — Ansa. — М.: АО «Советская энциклопедия», 1928. — 792 стб. [8]: ил. [9 л.] — 21 000 экз.
Т. 2: Ансель — Барагноз. — М.: АО «Советская энциклопедия», 1928. — 790 стб. [10]: ил. [10 л.]
Т. 3: Бараки — Боязни. — М.: АО «Советская энциклопедия», 1928. — 784 стб. [8]: ил. [9 л.]
Т. 4: Брага — Вивокол. — М., 1928. — 824 с.: ил.
Т. 5: Вигантол — Вывих. — М., 1928. — 22 с.: ил.
Т. 6: Вывихи — Гиза. — М., 1929. — 852 с.: ил.
Т. 7: Гимнастика — Готштейн. — М., 1929. — 830 с.: ил.
Т. 8: Гофман — Дефекация. — М., 1929. — 856 с.: ил.
Т. 9: Дефект — Желток. — М., 1929. — 828 с.: ил.
Т. 10: Желтуха — Зрачок. — М., 1929. — 788 с. ил.
Т. 11: Зрелища — Ихтиол. — М., 1930. — 852 с.: ил.
Т. 12: Ишемия — Кишечник. — М., 1930. — 862 с.: ил.
Т. 13: Кишечный шов — Корреляция. — М., 1930. — 786 с.: ил.
Т. 14: Корсаков — Круп. — М., 1930. — 782 с.: ил.
Т. 15: Крупа — Лексер. — М., 1930. — 808 с. ил.
Т. 16: Лекция — Масса. — М., 1931. — 800 с.: ил
Т. 17: Массаж — Метрит. — М., 1936. — 1088 с.: ил.
Т. 18: Метроном — Морфин. — М., 1931. — 800 с.: ил.
Т. 19: Морфогене — Мюлене. — М., 1931. — 800 с.: ил.
Т. 20: Мюллер — Нервы. — М., 1931. — 800 с.: ил.
Т. 21: Нервы — Обморок. — М., 1932. — 800 с.: ил.
Т. 22: Обои — Особь. — М., 1932. — 736 с.: ил.
Т. 23: Оспа — Парестезии. — М., 1932. — 800 с.: ил.
Т. 24: Париетальный — Пирогаллол. — М., 1932. — 730 с.: ил.
Т. 25: Пирогов — Подвывих. — М., 1933. — 800 с.: ил.
Т. 26: Подвысоцкий — Почки. — М., 1933. — 768 с.: ил.
Т. 27: Почкование — Псориаз. — М., 1933. — 864 с.: ил.
Т. 28: Птиалин — Риккера Закон. — М., 1934. — 848 с.: ил.
Т. 29: Рикор — Связки. — М., 1934. — 880 с.: ил.
Т. 30: Связки — Смегма. — М., 1934. — 832 с.: ил.
Т. 31: Смелли — Струма. — М., 1935. — 904 с.: ил.
Т. 32: Струп — Туапсе. — М., 1935. — 991 с.: ил.
Т. 33: Туберкулез — Фоликулен. — М., 1936. — 800 с.: ил.
Т. 34: Фоликулит — Шик. — М., 1936. — 760 стб.: ил. [9 л.] — 20 700 экз.
Т. 35: Шика реакция — Ящур. — М., 1936. — 840 с.: ил. — 20 700 экз.

## Второе издание

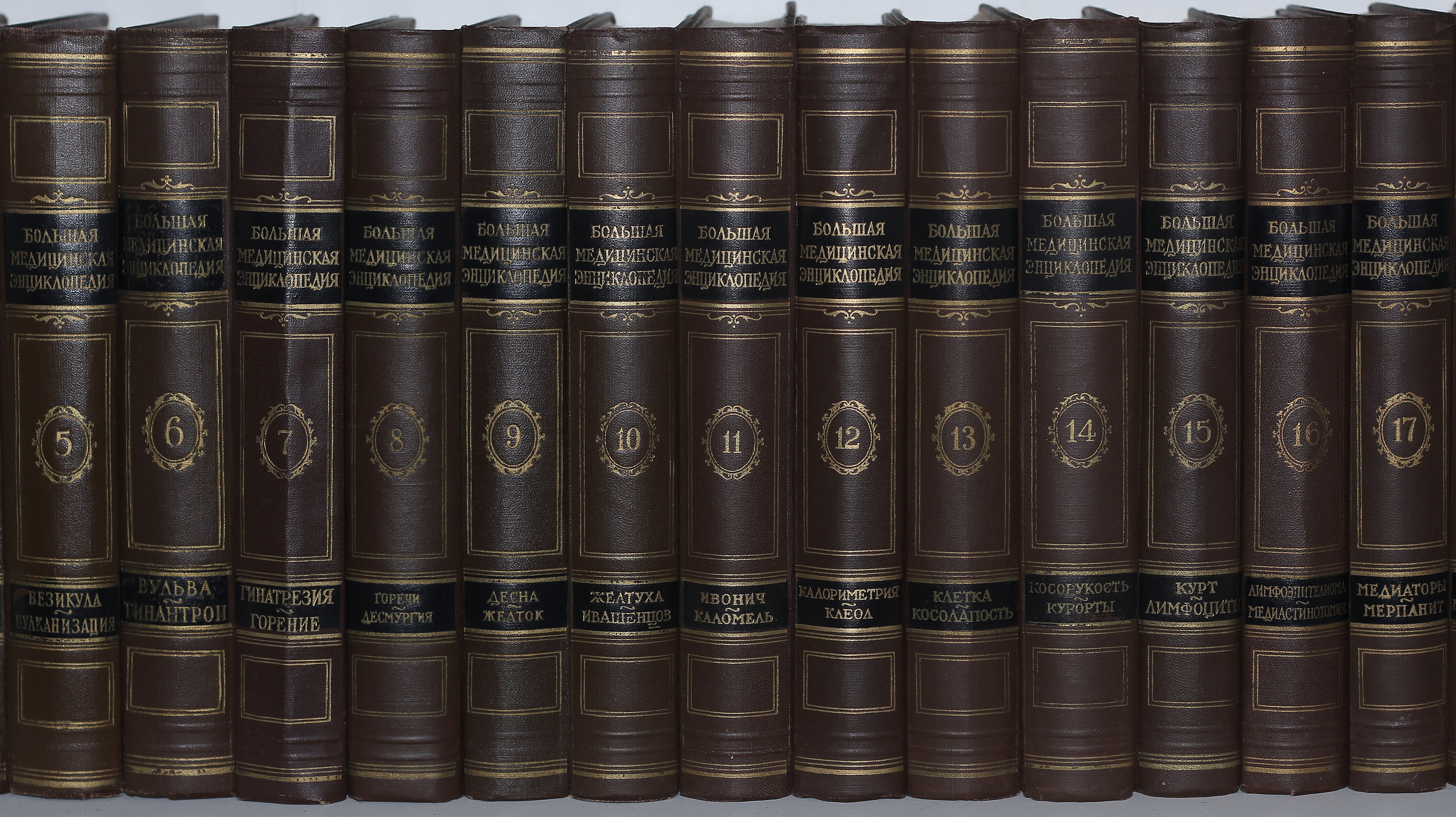
Фолианты второго издания.

Второе издание БМЭ в 36 томах (1956—1964) вышло под редакцией академика А. Н. Бакулева. Это издание содержит 13 651 статью, 24 227 иллюстраций (в том числе 97 стереоскопических), к томам приложены грампластинки с записью звуков, возникающих в организме человека при патологических процессах, также с записью речи людей, имеющих различные психические заболевания. В качестве авторов статей было привлечено около 3 тысяч советских учёных и врачей, ряд статей написан учёными других социалистических стран. Тираж 2-го издания БМЭ — около 100 тыс. экземпляров. В 1965 году вышли указатели к БМЭ в 2 тт. — предметный (на русском и латинском языках), тематический и именной. В 1968—1970 выпущено 3 тома «Ежегодника БМЭ».
Т. 1: А — Ангиофиброма. — 1956. — 1215 с.: ил.
Т. 2: Ангиохолит — Аюрведа. — 1957. — 1303 с.: ил.
Т. 3: Б — Боголепова. — 1957. — 175 с.: ил.
Т. 4: Боголюбов — Везалий. — 1958. — 1183 с.: ил.
Т. 5: Везикула — Вулканизация. — 1958. — 1247 с.: ил.
Т. 6: Вульва — Гинантроп. — 1958. — 1183 с.: ил.
Т. 7: Гинатрезия — Горение. — 1958. — 1119 с.: ил.
Т. 8: Горечи — Десмургия. — 1958. — 1183 с.: ил.
Т. 9: Десна — Желток. — 1959. — 1167 с.: ил.
Т. 10: Желтуха — Ивашенцов. — 1959. — 1151 с.: ил.
Т. 11: Ивонич — Каломель. — 1959. — 1215 с.: ил.
Т. 12: Калориметрия — Клеол. — 1959. — 1119 с.: ил.
Т. 13: Клетка — Косолапость. — 1959. — 1215 с.: ил.
Т. 14: Косорукость — Курорты. — 1960. — 1183 с.: ил.
Т. 15: Курт — Лимфоциты. — 1960. — 1215 с.: ил.
Т. 16: Лимфоэпителиома — Медиастинотомия. — 1960. — 1183 с.: ил.
Т. 17: Медиаторы — Мерпанит. — 1960. — 1183 с.: ил.
Т. 18: Мерсалил — Моносахариды. — 1960. — 1167 с.: ил.
Т. 19: Монофагия — Наталоин. — 1961. — 1103 с.: ил.
Т. 20: Натечник — Новомигрофен. — 1961. — 1151 с.: ил.
Т. 21: Новорожденный — Органотерапия. — 1961. — 1167 с.: ил.
Т. 22: Органотропия — Панкреатин. — 1961. — 1103 с.: ил.
Т. 23: Панкреатит — Персик. — 1961. — 1183 с.: ил.
Т. 24: Персульфаты — Плоскостопие. — 1962. — 1247 с.: ил.
Т. 25: Плотность — Пороцефалез. — 1962. — 1391 с.: ил.
Т. 26: Порошки — Профессиональный отбор. — 1962. — 1255 с.: ил.
Т. 27: Профилактика — Реверден. — 1962. — 1223 с.: ил.
Т. 28: Ревматизм — Румыния. — 1962. — 1247 с.: ил.
Т. 29: Рупия — Серотерапия. — 1963. — 1215 с.: ил.
Т. 30: Серотонин — Spina Ventosa. — 1963. — 1215 с.: ил.
Т. 31: Спинной мозг — Тенезмы. — 1963. — 1247 с.: ил.
Т. 32: Тениидозы — Туляремия. — 1963. — 1254 с.: ил.
Т. 33: Тунберга метод — Хлорокруорин. — 1963. — 1247 с.: ил.
Т. 34: Хлорофиллы — Экскохлеация. — 1964. — 1295 с.: ил.
Т. 35: Экскреция — Ящур. — 1964. — 1230 с.: ил.
Т. 36: Дополнительный. — 1964. — 1238 с.: ил.
Т. I: Предметный (терминологический) указатель. — 1965. — 552 с.
Т. II: Тематический и именной указатели. — 1965. — 451 с.
Т. звуковой. — 1960—1965. — 34 грампластинки.

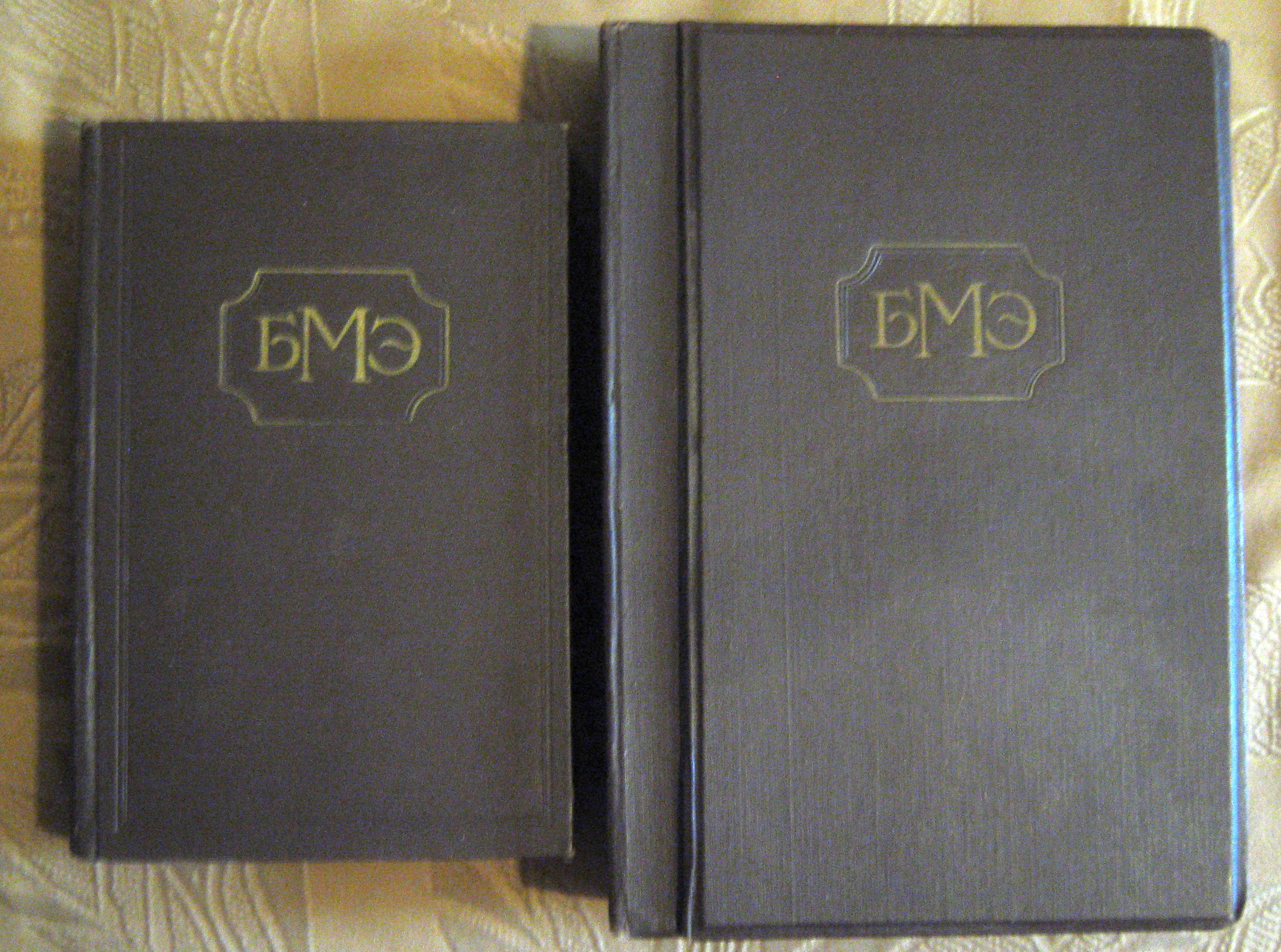
Том и том грампластинок
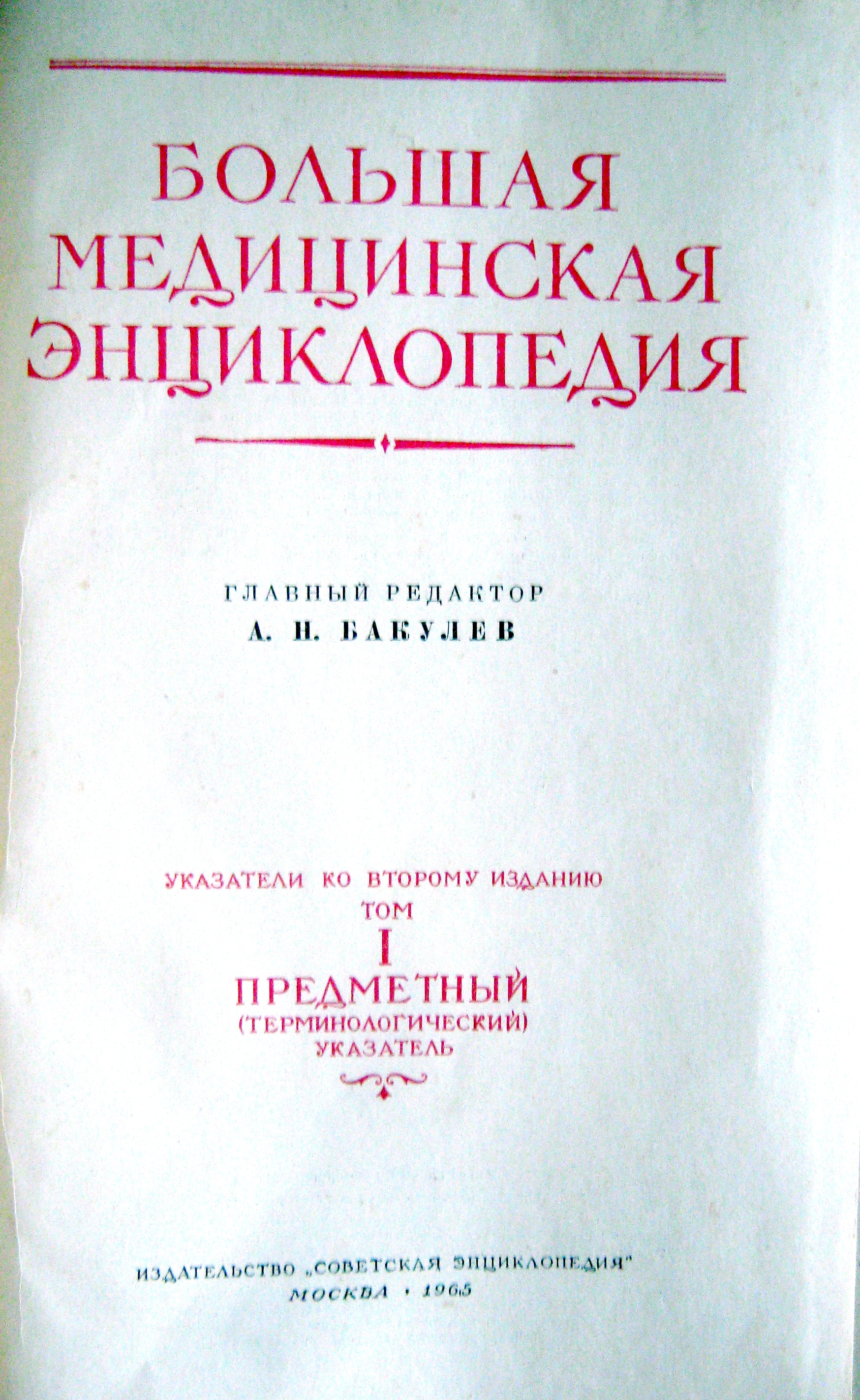
Титульный лист
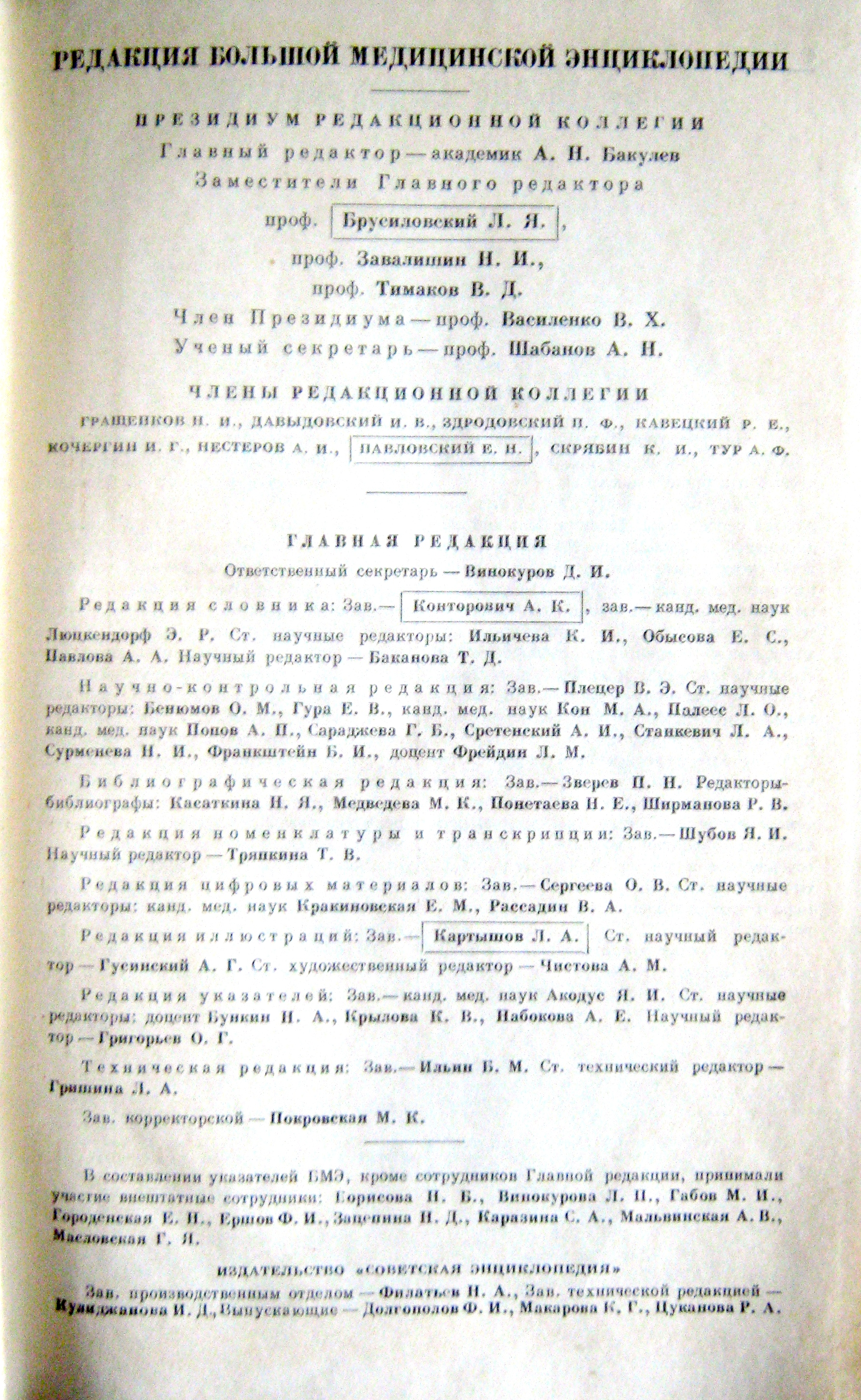
Редакция
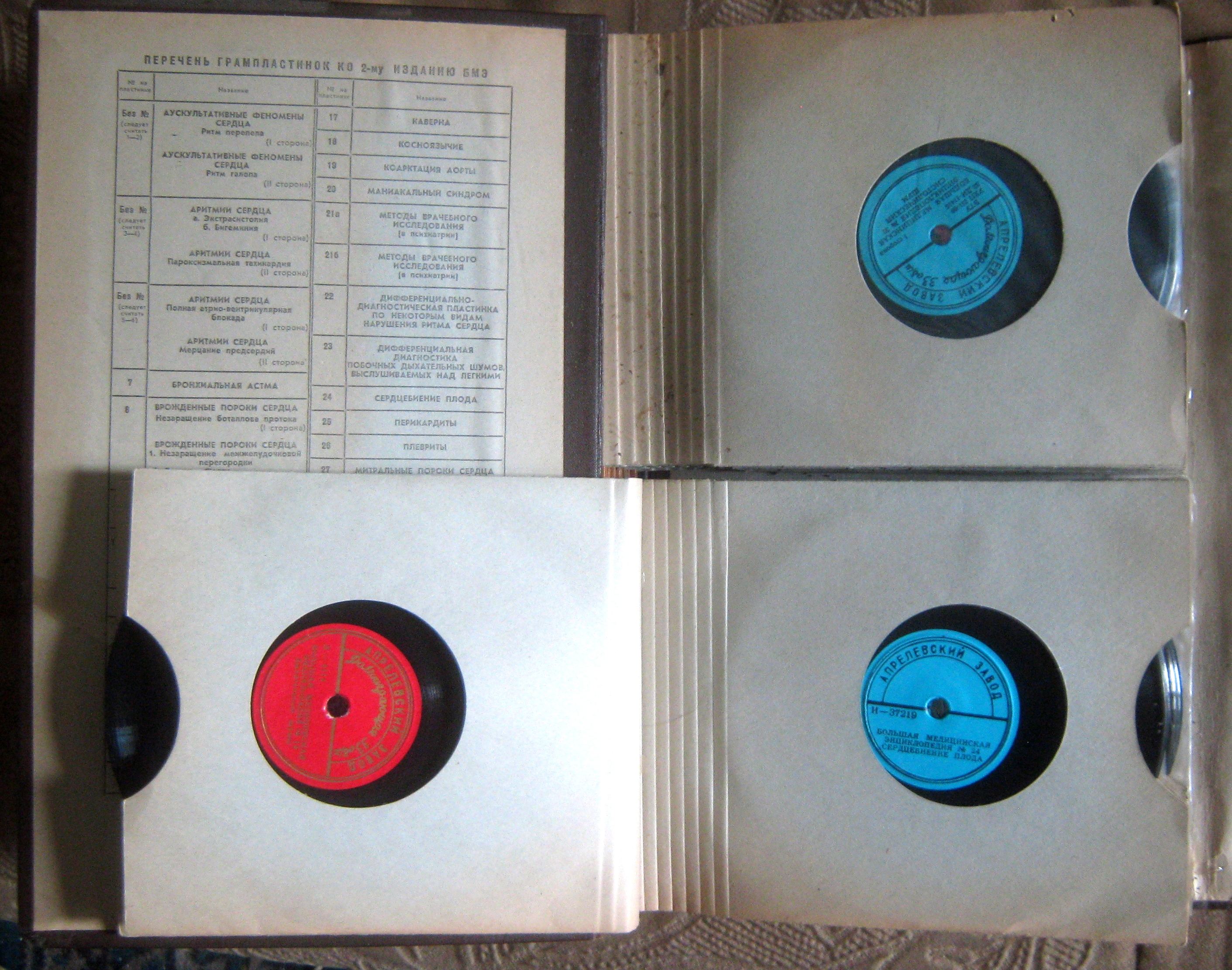
Грампластинки
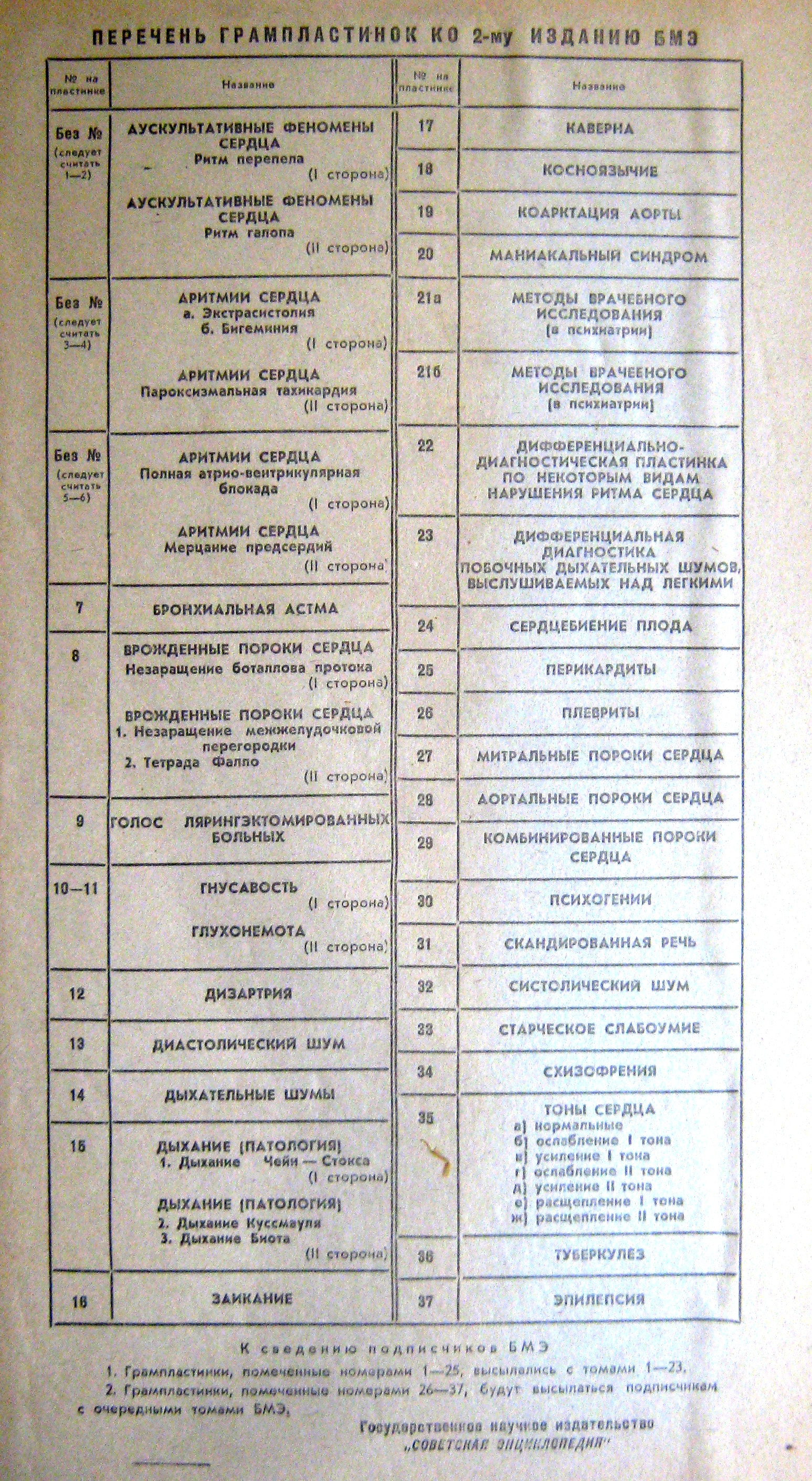
Перечень грампластинок

## Третье издание

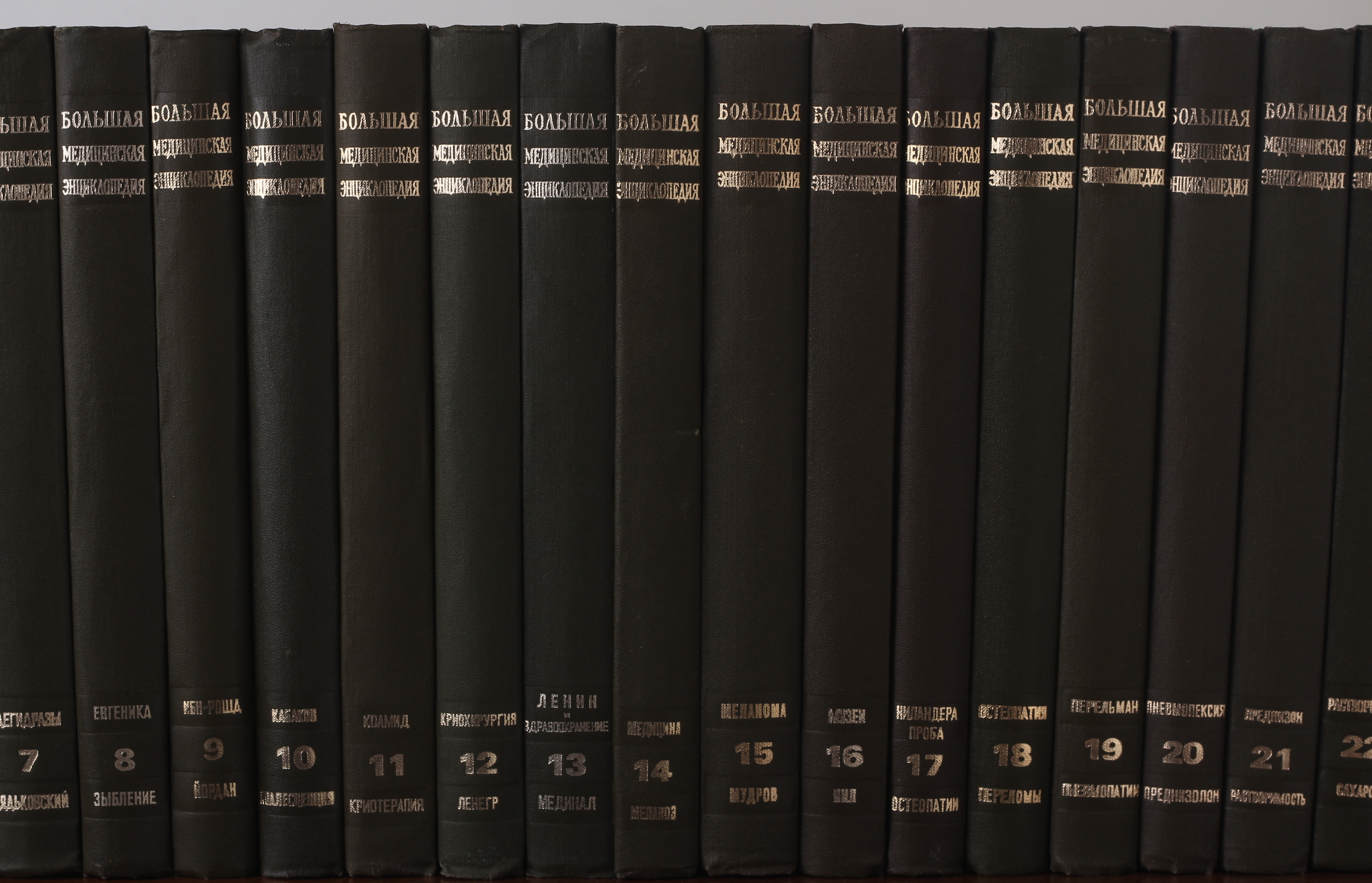
Третье издание на полке.

Третье издание БМЭ в 30 томах (1974—1989) под редакцией академика Б. В. Петровского. Все тома снабжены большим количеством иллюстраций, в том числе цветными вклейками. Вместе с традиционными теоретическими и клиническими дисциплинами медицины рассматриваются вопросы молекулярной биологии, клинической биохимии, генетики, биофизики, бионики, медицинской электроники и кибернетики, затрагиваются пограничные разделы знаний. 29 том — дополнительный. 30 том содержит указатели и хронологические таблицы. 5, 10, 15, 20, 25 и 29 тома снабжены «Дополнительными материалами», включающими дополнения к статьям и новые статьи. Кроме того, в 29 том входит «Перечень и персональный состав редакционных разделов и отделов БМЭ» и большой раздел «Очерки по некоторым актуальным проблемам медицины и здравоохранения», состоящий из авторских статей. Тираж: 1—8 и 25—29 тт. — 150 000 экз., 9—12 тт. — 150 300 экз., 13—15 тт. — 150 600 экз., 16—24 тт. — 150 800 экз.
Т. 1: А — Антибиоз. — 1974. — 576 с.: ил.
Т. 2: Антибиотики — Беккерель. — 1975. — 608 с.: ил.
Т. 3: Беклемишев — Валидол. — 1976. — 584 с.: ил.
Т. 4: Валин — Гамбия. — 1976. — 576 с.: ил.
Т. 5: Гамбузия — Гипотиазид. — 1977. — 568 с.: ил.
Т. 6: Гипотиреоз — Дегенерация. — 1977. — 632 с. : ил.
Т. 7: Дегидразы — Дядьковский. — 1977. — 548 с.: ил.
Т. 8: Евгеника — Зыбление. — 1978. — 528 с.: ил.
Т. 9: Ибн-Рошд — Йордан. — 1978. — 483 с.: ил.
Т. 10: Кабаков — Коалесценция. — 1979. — 528 с.: ил.
Т. 11: Коамид — Криотерапия. — 1979. — 544 с.: ил.
Т. 12: Криохирургия — Ленегр. — 1980. — 536 с.: ил.
Т. 13: Ленин и здравоохранение. — 1980. — 552 с.: ил.
Т. 14: Медицина — Меланоз. — 1980. — 496 с.: ил.
Т. 15: Меланома — Мудров. — 1981. — 576 с.: ил.
Т. 16: Музеи — Нил. — 1981. — 512 с.: ил.
Т. 17: Ниландера — Проба. — 1981. — 512 с.: ил.
Т. 18: Остеопатия — Переломы. — 1982. — 528 с.: ил.
Т. 19: Перельман — Пневмопатия. — 1982. — 536 с.: ил.
Т. 20: Пневмопексия — Преднизолон. — 1983. — 560 с.: ил.
Т. 21: Преднизолон — Растворимость. — 1983. — 560 с.: ил.
Т. 22: Растворители — Сахаров. — 1984. — 544 с.: ил.
Т. 23: Сахароза — Сосудистый тонус. — 1984. — 544 с.: ил.
Т. 24: Сосудистый шов — Тениоз. — 1985. — 544 с.: ил.
Т. 25: Тениус — Углекислота. — 1985. — 544 с.: ил.
Т. 26: Углекислые воды — Хлор. — 1985. — 560 с.: ил.
Т. 27: Хлоракон — Экономика здравоохранения. — 1986. — 576 с.: ил.
Т. 28: Экономо — Ящур. — 1986. — 544 с.: ил.
Т. 29: Дополнительный. — 1988. — 544 с.: ил.
Т. 30: Указатели, хронол. табл. — 1989. — 720 с.: ил.

## Библиографические данные
- Большая медицинская энциклопедия / гл. ред. Н. А. Семашко. — М., 1928—1936. — Т. 1—35. — 27860 с.
- Большая медицинская энциклопедия / гл. ред. А. Н. Бакулев. — 2-е изд. — М.: Медгиз, 1956—1964. — Т. 1—36.
- Большая медицинская энциклопедия / гл. ред. Б. В. Петровский. — 3-е изд. — М.: Советская энциклопедия, 1974—1989. — Т. 1—30.